# Josu Rekalde Izaguirre
Josu Rekalde Izagirre (Amorebieta, 1959) és un vídeoartista basc que realitza creacions artístiques multidisciplinàries en què combina el vídeo experimental amb les noves tecnologies. Els temes que tracta es relacionen amb la persona i la consciència col·lectiva. La seva obra s'inicià en la dècada de 1980 i ha assolit una dimensió internacional amb exposicions dintre i fora de l'Estat espanyol. És professor en la Universitat del País Basc (UPV) i conferenciant sobre la seva especialitat de vídeocreació.

## Biografia
Josu Rekalde Izagirre va néixer a Amorebieta (Biscaia) l'any 1959. Es va formar en Belles Arts a la Universitat del País Basc (UPV) on, actualment, és catedràtic en la Facultat de Belles Arts i treballa com a docent en l'especialitat d'audiovisuals.
Els seus inicis en l'art i el vídeo es remunten a la dècada de 1980 quan va començar a interessar-se per la vida i obra dels vídeoartistes Nam June Paik i Bill Viola, entre d'altres, i la seva aportació artística a l'àmbit del vídeo experimental (performance i videoperformance), especialment amb relació a la identitat personal i consciència col·lectiva.
Combina la seva tasca de docent amb noves creacions artístiques que exposa arreu de l'Estat espanyol i a l'àmbit internacional (França, Itàlia, Perú, EUA) la participació en congressos i festivals com a vídeoartista amb activitats electroacústiques i conferenciant especialista de la combinació de l'art i les noves tecnologies.

## Context
Els vídeoartistes i la seva obra neixen com a contracultura de corrents artístics i estructures convencionals de l'art i la política. El context històric, polític, ideològic i social de la segona meitat del s. XX es caracteritzava pel control i la uniformitat, sobretot amb relació a l'expressió artística. L'art clàssic atorgava una distinció especial a l'artista dintre d'uns cànons acceptats i reconeguts. La rebel·lió contra aquests cànons i la determinació dels seus pioners, crearen una nova tendència que trencà les regles establertes i va fer ús dels mitjans tecnològics -com la televisió- per propagar els seus nous valors artístics. Els pioners d'aquesta transformació artística van ser etiquetats de transgressors (ref. Moviment Fluxus) però va permetre el naixement de les noves tendències artístiques amb formes no convencionals, la contrainformació i la denúncia i compromís social. El ràpid desenvolupament de les noves tecnologies i la legitimació del nou moviment artístic de vídeocreació, desembocà en una nova forma d'entendre i fer art: els vídeoartistes. El vídeo en combinació amb l'art té la capacitat de reflexionar, generar preguntes, evidenciar contradiccions amb un lligam cultural i social dels seus creadors. L'art deixà de ser una convenció amb normes estandarditzades per convertir-se en una anarquia multidisciplinària. Es produeix una democràcia artística amb les noves idees d'un art obert i incomplet.
Durant aquest període i fins a la irrupció d'Internet i les noves tecnologies, el vídeo i la música i la seva experimentació van ser la base del moviment que obrí un nou horitzó d'entendre i fer art: el vídeoart i els vídeoartistes, amb la nova noció d'art-vida. Es produeix una transformació significativa on es passa de l'obra en si mateixa per ser contemplada (visió clàssica de l'art i que el nou moviment defineix com a anti-art) a les vídeoinstal·lacions. La televisió i el seu discurs ideològic és el front de batalla amb el que lluitar per despullar-se i conscienciar sobre la seva acció adoctrinadora, amb Wolf Vostell com el màxim exponent. A mesura que passen els anys, aquesta posició ferma evoluciona en artistes amb visions particulars sobre les quals desenvoluparan la seva obra. La televisió -i el televisor- deixa de ser el punt de mira i es comença a experimentar amb altres elements: el cos humà, la seva plasticitat en els moviments, la identitat, les relacions personals, la intimitat, la preocupació per causes socials i polítiques i el compromís de l'artista, viatges i experiències.

## Trajectòria
Les vídeocreacions de Rekalde són un espai on experimentar i establir relacions amb l'art, la ciència i la tecnologia. Fuig de la imitació que reprodueix un model en cànons clàssics de bellesa i proporció i crea noves experiències on la percepció dels sentits generen nous significats en l'individu (físiques i psicoemocionals). Rekalde fa ús de les tecnologies per crear nous models de comprensió del món, on la visió és el principal canal amb què ens arriba aquestes representacions.
L'obra de Rekalde és multidisciplinària per la gran varietat de temes, tendències i formats. Les seves produccions audiovisuals i instal·lacions artístiques estan vinculades al seu context social, cultural i tecnològic. Rekalde és un creador experimental que combina l'àmbit de l'individu, la intimitat i la identitat personal amb l'àmbit col·lectiu i social.

### Influències
Com a admirador de Nam June Paik, la seva obra té formats de videocreació que es presenten en format artístic, introdueix elements quotidians de la realitat i sons amb els quals interactua l'espectador/participant. L'altre referent de l'artista és Bill Viola, l'autor més destacat del vídeo de creació i les vídeo-instal·lacions que va atorgar una dimensió més profunda de la realitat de l'ésser humà amb el seu tarannà intimista. Va incloure elements quotidians en les seves obres que crearen metàfores i elements simbòlics. En sintonia amb els seus predecessors, les vídeo-instal·lacions de Rekalde també contenen elements amb els quals construeix nous significats, creant espais creatius d'experiències. L'autor utilitza a les seves obres elements visuals, sensitius, auditius, lumínics, textures, realitat virtual, símbols i metàfores per provocar en l'espectador/participant reaccions psicoemocionals.

### Visió creativa
Rekalde desenvolupà una visió holística entre les ciències tècniques i les humanes, evitant la dicotomia, integrant les antigues i noves formes d'expressió. L'autor reflexionà sobre aquest plantejament argumentat el següent:
"La creación en vídeo ya no es un arte ligado a las nuevas tecnologías, en tanto que éstas son una realidad cotidiana. És una actitud artística, que refleja en este híbrido mediático que és el vídeo, la capacidad de plasmar reflexiones, interrogantes y contradicciones a nuestra propia cultura. Cabalgando entre la imagen y lo sonoro, entre la música y el ritmo visual, la creación videográfica es como un espejo social, hace que la televisión y la cultura que lo sustenta se reconozcan como el monstruo publicitario que son. (...) ...los artistas necesitamos tocar los objetos reales, relacionarlos con nuestros propios cuerpos y proponer una representación, no como sustituto de una realidad, sino como materia orgánica transformada por el proceso de reflexión-creación."
L'evolució de l'obra de Rekalde passà dels seus primers treballs de construccions simbòliques amb imatges d'objectes o parts del cos que suggerien nous significats de pensament i reflexió en l'espectador, als últims treballs que estan més centrats en qüestions socials. Convida a l'espectador a introduir-se en aquesta consciència col·lectiva amb una proposta multidisciplinària de vídeoart compromès amb què desperta la consciència social de l'espectador, en línia amb els plantejaments i obres dels vídeoartistes Antoni Muntadas i Francesc Torres. Amb relació a aquesta evolució, l'autor ha proposat una revisió de postulats creats pels vídeoartistes i desfer-se d'ells per tornar a generar un nou espai artístic que possibiliti noves tendències i creacions.